# 横浜市交通局電動貨車
横浜市交通局電動貨車（よこはましこうつうきょくでんどうかしゃ）は、かつて横浜市交通局（旧：横浜市電気局）が所有していた路面電車である横浜市電の荷物運搬及び事業用の電動貨車のグループ。

## 概要
横浜電気鉄道時代に工事用として製造されたのを嚆矢とする有蓋貨車・無蓋貨車のグループ。決まった形式名はないので形態ごとにグループ分けする。

### 1 - 6
横浜電気鉄道時代に本牧線の貨物輸送用に製造された車両。山手のキリンビール工場（生麦ではない）のビール輸送に使われていた。関東大震災前の1911年に無蓋車2両が製造された。1914年には輸送状況が好調だったので無蓋貨車(3・4)、有蓋貨車(5・6)が製造された。大震災後に5以外は復旧されるが貨物輸送は復活せず工事などの事業用となり残った車両も1930年 - 1933年に廃車されている。

### 7・8
開業時に製造された4形と東京市電のヨト1形を改造した105形（いずれ廃車済）を改造した無蓋車。8は1939年に廃車されたが7は事業用として戦後まで残った。

### 9 - 15
1926年に新線建設のために製造された無蓋車で、機器類は1925年に廃車された単車からの流用。前術の車両と合わせ合計14両が稼働した。こちらのグループは1929年に工事の一段落に伴いすべて廃車となった。

### 21 - 23・8 - 10(2代目)
太平洋戦争後の1948年に市電軌道の修理のために300型の改造で有蓋貨車21 - 23、無蓋貨車8 - 10(2代目)がそれぞれ増備された。名義だけ400形が種車となっている。21 - 23は1954年に野菜などの輸送のトラック転換による余剰と、軌道工事のため無蓋貨車11 - 13 (2代目)に改造された。その後も保線作業の際などに使用されており写真も現存している。みなと祭などの行事の際には花電車に使用されていた。1969年以降は全廃時まで後述の10のみが残り最後の花電車の栄誉が与えられた。

### 24 - 30
こちらも300型が種車で1949年に改造された。全車が有蓋車で市場線からの荷物の輸送などに使われ、こちらも写真が現存している。1954年と1963年に廃車。

## 保存車
全廃時の花電車に使用された10号貨車は、1948年に300型から改造されたグループであり、現在市電車両の中で唯一現存する非旅客車両であり、エアーブレーキでなくハンドブレーキを搭載している車両でもある。

## 参考資料
- 岡田誠一、澤内一晃『横浜市電 上 (戦災までの歴史とその車輌)』ネコ・パブリッシング、2009年7月。ISBN 9784777052585。

- 岡田誠一、澤内一晃『横浜市電 下 (戦後の歴史とその車輌)』ネコ・パブリッシング、2009年8月。ISBN 9784777052592。

- 長谷川弘和『横浜市電が走った街 今昔 ハマの路面電車定点対比』JTB、2001年10月。ISBN 4-533-03980-4。